# Sauvagesia longipes
Sauvagesia longipes är en tvåhjärtbladig växtart som beskrevs av Julian Alfred Steyermark. Sauvagesia longipes ingår i släktet Sauvagesia och familjen Ochnaceae. Inga underarter finns listade i Catalogue of Life.